# Harmony (ISS)

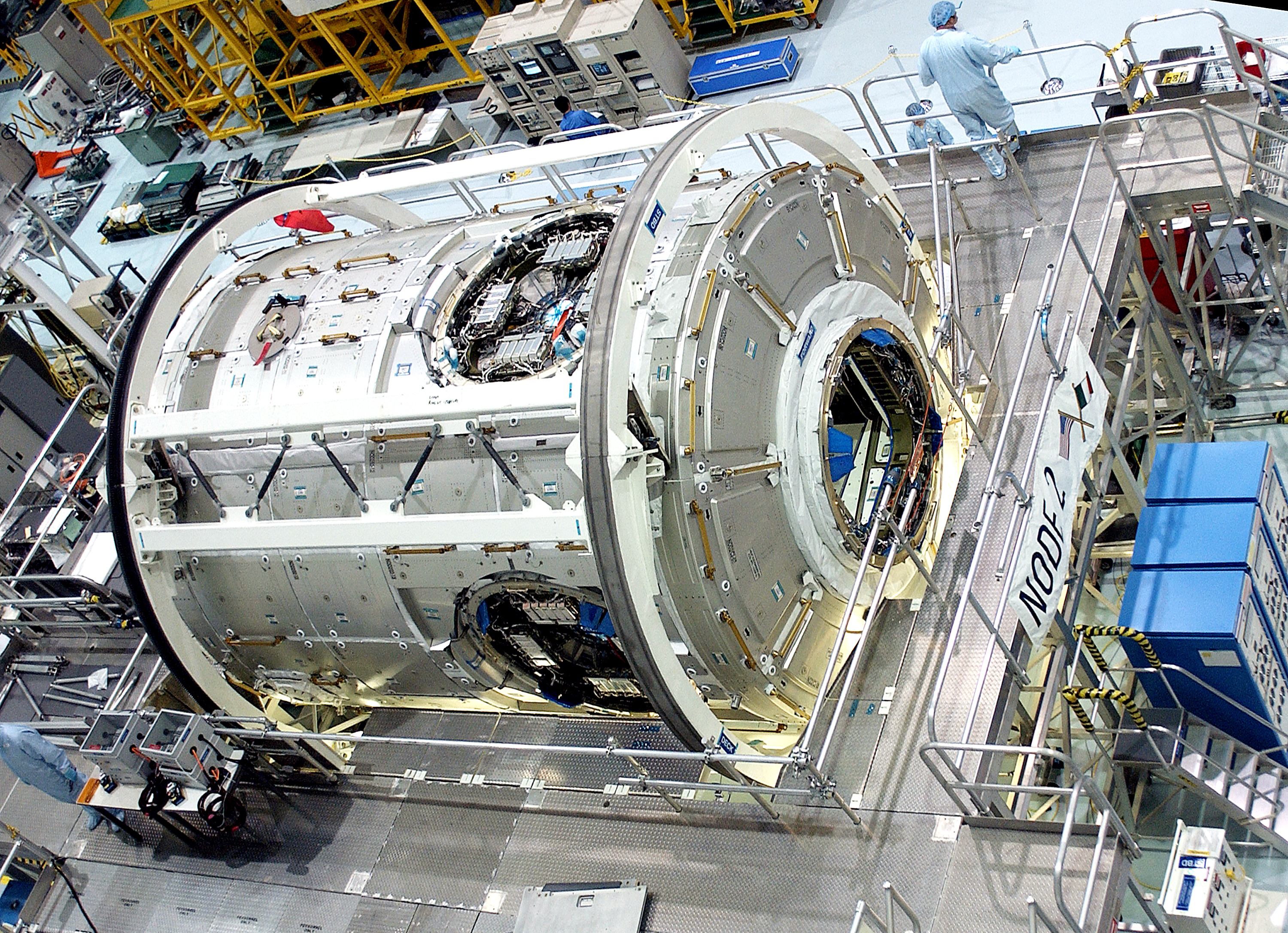
Node 2 podczas montażu (NASA)

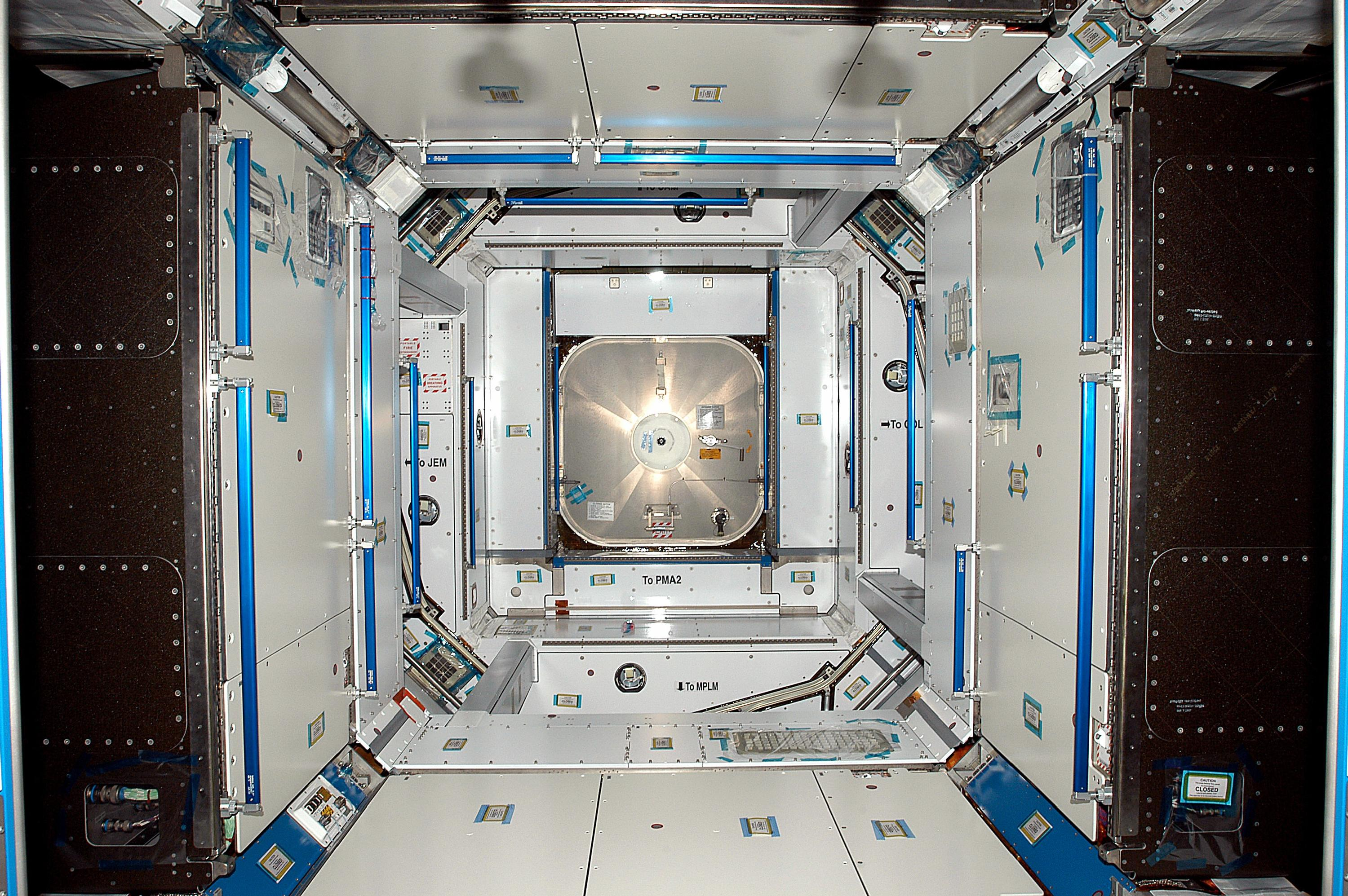
Wnętrze modułu Harmony

Harmony (Node 2) – jeden z trzech modułów spełniających funkcję korytarzy łączących ze sobą inne, laboratoryjne moduły Międzynarodowej Stacji Kosmicznej.
Node 2 skonstruowany przez Europejską Agencję Kosmiczną dla NASA, stanowi rozgałęźnik pomiędzy trzema modułami: amerykańskim Destiny, europejskim Columbusem i japońskim Kibō.
Ma kształt walca z sześcioma węzłami połączeniowymi. W stosunku do bliźniaczego Node 1 (Unity) jest niewiele dłuższy, jednocześnie ma taką samą średnicę. Harmony posiada na pokładzie regały zawierające instrumenty odpowiedzialne za przetwarzanie energii elektrycznej i przesyłanie jej do modułów JEM "Kibō" i Columbus.
Harmony został umieszczony na orbicie w październiku roku 2007 w ramach misji STS-120 wahadłowca Discovery (misja montażowa 10A).
Podczas misji, poprzez jeden ze swych węzłów horyzontalnych, Harmony przyłączony został tymczasowo do modułu Unity. 14 listopada 2007 moduł został przemieszczony i podłączony do laboratorium Destiny. Z kolei do drugiego głównego węzła horyzontalnego podłączony został PMA-2 (Pressurized Mating Adapter 2). Do pozostałych dwóch horyzontalnych portów dołączone są japońskie laboratorium JEM Kibō oraz europejskie laboratorium Columbus. Do górnego węzła miał być przyłączony anulowany moduł CAM, w 2015 przyłączono do niego adapter cumowniczy PMA-3. Dolny węzeł używany jest jako wejście do kontenerów MPLM (do 2011 ze względu na wycofanie promów kosmicznych), pojazdów HTV Kounotori, jest również miejscem dokowania statków Cygnus i Dragon.
Na podstawie porozumienia pomiędzy NASA i ESA, Node 2 zbudowała włoska spółka Alenia Spazio (obecnie Thales Alenia Space), w swoim ośrodku w Turynie.

## Dane techniczne[2]
- Długość: 7,067 m
- Średnica: 4,216 m
- Masa startowa: 14 500 kg
- Masa na orbicie: 14 787 kg